# エレアザール・デ・カルヴァーリョ
エレアザール・デ・カルヴァーリョ（Eleazar de Carvalho, 1912年6月28日 - 1996年9月12日）は、ブラジルの指揮者。

## 生涯
ブラジルセアラー州イグアトゥに生まれた。アメリカに渡ってバークシャー音楽センターでセルゲイ・クーセヴィツキーに師事し、彼のアシスタントになった。この時の同僚には、レナード・バーンスタインがいる。
1963年に音楽博士号をワシントン大学で取得し、セントルイス交響楽団の首席指揮者を1968年まで務めた。
ブラジル本国では、リオ・デ・ジャネイロのブラジル交響楽団やサンパウロ州立交響楽団の音楽監督を務めていたことが知られている。教育者としても有名で、ジュリアード音楽院やイェール大学などでも教鞭をとり、クラウディオ・アバド、シャルル・デュトワ、小澤征爾やホセ・セレブリエール等を教えている。サンパウロで死去。